# Ефремово (Угличский район)
Ефремово — село в Угличском районе Ярославской области России, входит в состав Слободского сельского поселения.

## География
Расположено на берегу реки Молокша в 28 км на восток от города Углича.

## История
Каменная Архангельская церковь в селе была построена в 1796 году прихожанами, имела три престола: в настоящей летней – престолы во имя Архистратига Михаила и во имя прор. Илии, в трапезе - теплый престол во имя св. и чуд. Николая. 
В конце XIX — начале XX село входило в состав Клементьевской волости Угличского уезда Ярославской губернии. 
С 1929 года село являлось центром Ефремовского сельсовета Угличского района, с 1954 года — в составе Клементьевского сельсовета, с 2005 года — в составе Слободского сельского поселения.

## Население
| 1859 | 1914 | 2007 | 2010 |
| ---- | ---- | ---- | ---- |
| 200  | ↗267 | ↘20  | ↗25  |

## Достопримечательности
В селе расположена недействующая Церковь Михаила Архангела (1796).